# How Could I Want More
«How Could I Want More» es el primer sencillo de la actriz y cantante estadounidense Jamie Lynn Spears. La canción fue escrita por Spears y Ríos Rutherford, y fue autoeditado (bajo el nombre de la etiqueta Sweet Jamie Music, Inc.) el 25 de noviembre de 2013 cuenta como el primer sencillo del EP debut de Spears, The Journey.

## Composición
«How Could I Want More» es un estilo tradicional música country balada que tiene una duración de 3:33. La canción comienza con un riff de guitarra acústica, mientras que un guitarra pedal steel entra como avanza la canción, dando como resultado un sonido country distintivo personales aún relacionables letras. Llevamos una narración acerca de una relación aparentemente perfecta que todavía encuentra el narrador con ganas de más. La música country crítico Billy Duques (de  Sabor del País ) señaló que la producción, en particular la "débil eco" que acompaña a cada nota, es eficaz en la enmascarando capacidad vocal nada excepcional Spears y prestando la canción un aire de autenticidad. Spears dice que su actual marido, Jamie Watson inspiró la canción.

## Video musical
El video musical se estrenó en diciembre de 2013. Fue dirigido por su ex coestrella de Zoey 101, Matthew Underwood, que jugó como Logan Reese en el show.